# Стелленбош
Стелленбош (англ. Stellenbosch) — місто в ПАР в Західно-Капській провінції. Це друге найстарше європейське поселення провінції, після Кейптауна, воно засноване у 1679 році губернатором Капської колонії. Відоме як «місто дубів» або афр. Eikestad завдяки великій кількості дубів, які посадив його засновник, Саймон ван дер Стель.

## Географія
Розташований приблизно за 53 кілометри на схід від Кейптауна, вздовж берегів річки Еерсте біля підніжжя гори Стелленбош.

### Клімат
Місто знаходиться у зоні, котра характеризується середземноморським кліматом. Найтепліший місяць — лютий із середньою температурою 20.6 °C (69 °F). Найхолодніший місяць — липень, із середньою температурою 10.6 °С (51 °F).
| Клімат Стелленбоша      | Клімат Стелленбоша | Клімат Стелленбоша | Клімат Стелленбоша | Клімат Стелленбоша | Клімат Стелленбоша | Клімат Стелленбоша | Клімат Стелленбоша | Клімат Стелленбоша | Клімат Стелленбоша | Клімат Стелленбоша | Клімат Стелленбоша | Клімат Стелленбоша | Клімат Стелленбоша |
| Показник                | Січ.               | Лют.               | Бер.               | Квіт.              | Трав.              | Черв.              | Лип.               | Серп.              | Вер.               | Жовт.              | Лист.              | Груд.              | Рік                |
| Середній максимум, °C   | 27                 | 28                 | 27                 | 23                 | 19                 | 17                 | 16                 | 17                 | 19                 | 22                 | 25                 | 26                 | 22                 |
| Середня температура, °C | 20                 | 21                 | 20                 | 17                 | 14                 | 12                 | 11                 | 12                 | 13                 | 15                 | 18                 | 19                 | 16                 |
| Середній мінімум, °C    | 14                 | 14                 | 13                 | 11                 | 9                  | 7                  | 6                  | 7                  | 7                  | 9                  | 11                 | 13                 | 10                 |
| Норма опадів, мм        | 22                 | 24                 | 29                 | 81                 | 141                | 167                | 143                | 127                | 81                 | 55                 | 36                 | 25                 | 932                |
| ----------------------- | ------------------ | ------------------ | ------------------ | ------------------ | ------------------ | ------------------ | ------------------ | ------------------ | ------------------ | ------------------ | ------------------ | ------------------ | ------------------ |
| Джерело: Weatherbase    |                    |                    |                    |                    |                    |                    |                    |                    |                    |                    |                    |                    |                    |

## Економіка
Муніципалітет є центром виноробної промисловості країни. Зокрема тут вирощується виноград місцевого сорту Пінотаж, який є візитівкою виноробства ПАР.

## Населення
На момент проведення перепису населення 2011 року населення міського району Стелленбоша становило 77 476 осіб у 23 730 домогосподарствах. 37 % населення назвали себе «чорними африканцями», 35 % — «кольоровими» та 26 % — «білими». 50 % мешканців назвали африкаанс як свою рідну мову, 28 % — коса, а 8 % — англійську, (10 % жителів, головним чином тих, що проживають у студентських кампусах, не брали участі у опитуванні).

## Освіта
У місті розташований Стелленбоський університет, який є одним з провідних університетів Південної Африки. Цей заклад веде свою історію з 1863 року, і має 10 факультетів. В університеті зараз налічується близько 29 000 студентів. Білі студенти у 2014 році складають 63,4 % усіх студентів, які навчаються. Офіційною мовою університету є африкаанс, але більшість курсів аспірантури викладаються англійською мовою.